# María Cristina Agüera Parker
María Cristina Agüera Parker (Algeciras, Cádiz, en 1932) es una bióloga española, especializada en diversos campos de las Ciencias Naturales.

## Carrera científica
Completa su bachillerato en 1950, en el "British Council" de Algeciras. Inicia sus estudios de Biología en la Universidad de Granada pero terminará estos en el Imperial College de la Universidad de Londres. En 1960 obtiene el doctorado con una calificación de Sobresaliente "Cum laude".
En un principio, centra su carrera en la especialidad de biología molecular, concretamente en el estudio de la síntesis de enzimas y la reproducción de virus. Mediante el estudio genético de estos agentes patógenos intenta estudiar las aplicaciones de los procesos bioquímicos que tienen lugar en la adsorción de enzimas.No solo ha mantenido su línea de investigación en la bioquímica sino que también se ha movido por áreas como la zoología, la genética y, en los últimos años, la ecología y las ciencias ambientales. Realizó durante sus primeros años una colección de documentales sobre el medio marino junto con su hermano, Roberto A. Parker.
En la década de los 90 participa intensamente en el movimiento ecologista provocado por el Protocolo de Kioto, al que asiste como experta entendida en representación de España. Desarrolla diversos proyectos e iniciativas científicas en todo el perímetro europeo pero fijándose especialmente en la conservación de las marismas atlánticas, la conservación de la fauna y la flora en Doñana y el mantenimiento de la finca de "La Concepción" en Málaga. Aparte fue consejera del proyecto del L'Oceanogràfic en la Ciudad de las Artes y las Ciencias de Valencia.
En sus últimos años de vida profesional vigente ocupa el puesto de Catedrática Emérita Superior de Biología Molecular en la Universidad de Sevilla intermitentemente con la regencia del departamento de investigación bioquímica de la Universidad de Cádiz. Actualmente reside en las afueras de Algeciras y su actividad sigue siendo completa: se dedica a la pequeña investigación personal (en términos de zoología y climatología), la publicación de artículos y ensayos científicos y la ponencia de conferencias por toda España.

## Premios
- 1962, Premio de la Academia de las Ciencias de París.
- 1970, Premio Faraday de Ciencia y Tecnología.[5]
- 1982, Medalla de Oro de Andalucía.
- 1990, Premio de la Academia Española de Ciencias Exactas.
- 1992, Candidata a Premio Príncipe de Asturias de la Ciencia y la Investigación.
- 1998, Premio Andaluz de la Ciencia.
- 2000, Reconocimiento a toda una vida profesional.
- 2005, Premio al mejor ensayo científico de la UEM.